# KeyHole-7
KeyHole-7 (również: KH-7 Gambit) – seria 38 amerykańskich satelitów rozpoznawczych wysyłanych w latach 60. XX wieku; siódma w ramach programu CORONA; pozostaje objęta tajemnicą państwową Stanów Zjednoczonych. Start pierwszego satelity (KH-7 1) miał miejsce 12 lipca 1963. Ostatniego, KH-7 38, wyniesiono 4 czerwca 1967. Jeden nie osiągnął orbity (KH-7 12), a misja jednego zupełnie się nie powiodła (KH-7 20). Materiał zdjęciowy odzyskano z 30 satelitów. Wszystkie były wynoszone rakietami Atlas Agena D, z kosmodromu Point Arguello.
Siły Powietrzne Stanów Zjednoczonych uruchomiły własny program zwiadu kosmicznego, wysyłając satelity Gambit wyposażone w aparat fotograficzny KH-7. Dwa z Gambitów ustanowiły rekordy niskiego lotu, osiągając wysokość orbity 121 i 122 kilometry. Program był bardzo udany.
Gambity przyniosły znacznie lepsze rezultaty od Lanyardów i po trzech pierwszych Lanyardach, które startowały kolejno w 1963 roku,
CIA przerwała ten program.
Gambit rozpoczął także trend w kierunku satelitów o większych masach, wymagających mocniejszych rakiet. Corona, czyli Discoverery, Aragony i Lanyardy, były wprowadzane na orbity za pomocą różnych wariantów rakiety Thor Delta. Gambity były wynoszone przez Atlas-Agenę, a następnie, od połowy 1966 przez Titana II, który właśnie wszedł do służby. Gambity zostały wtedy ulepszone i wyposażone w nowy aparat, KH-8. Tymczasem standardowe Corony otrzymały system KH-4B, który zastąpił KH-3, zwiększając rozdzielczość zdjęć z trzech do 1,5 metra.     

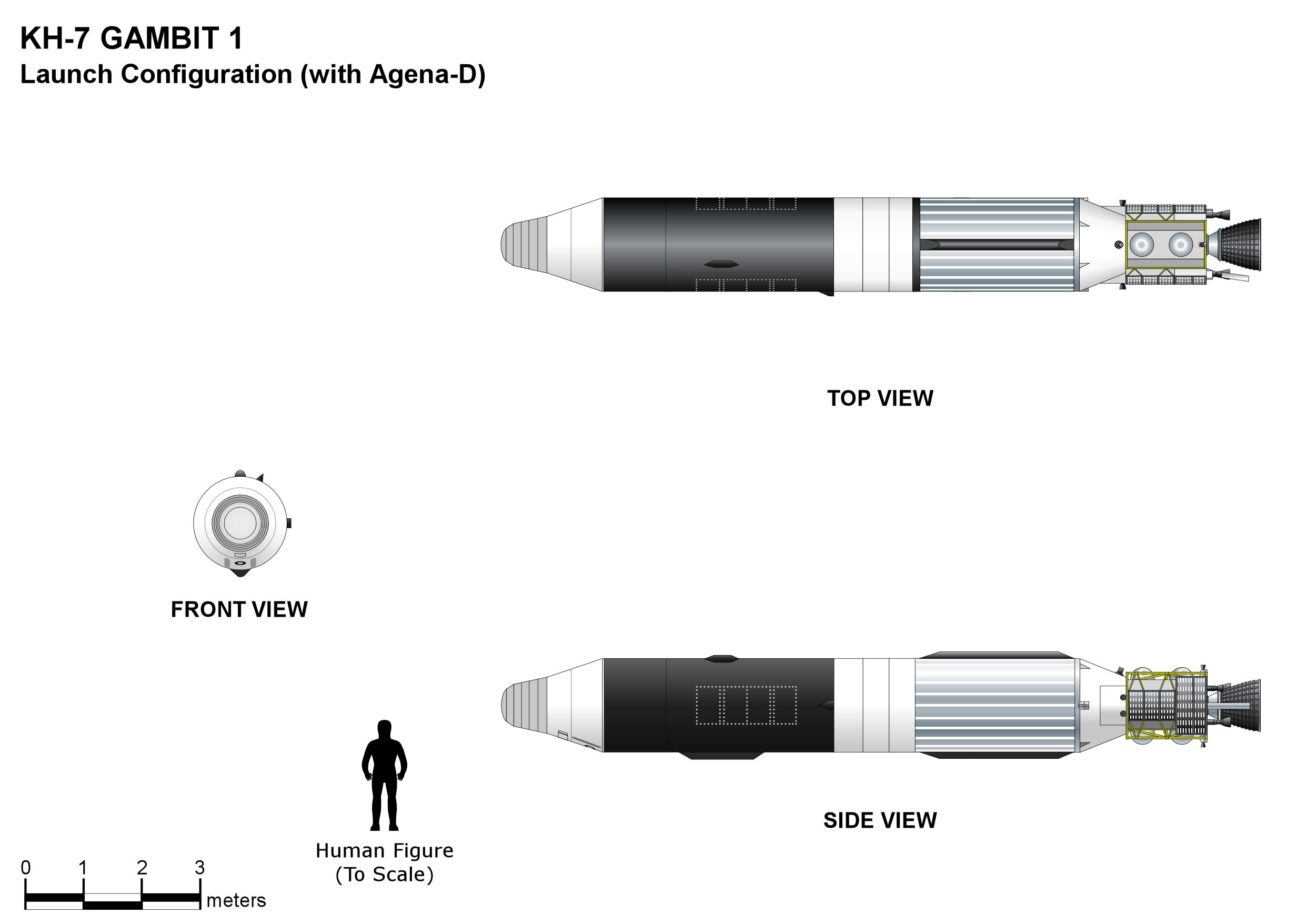
Konfiguracja orbitalna satelity KH-7 w wersji z członem Agena D

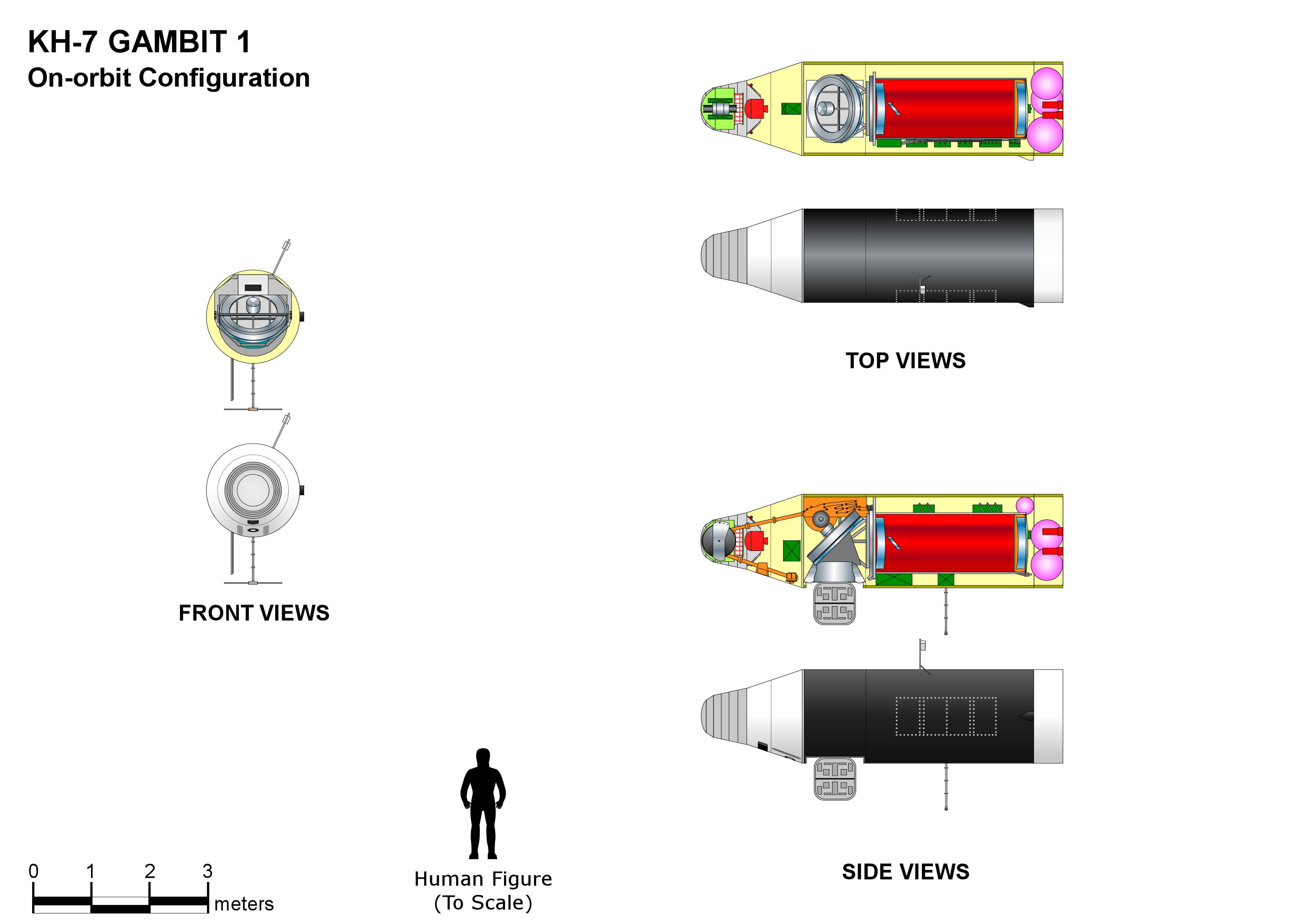
Konfiguracja orbitalna satelity KH-7 w wersji bez członu Agena D

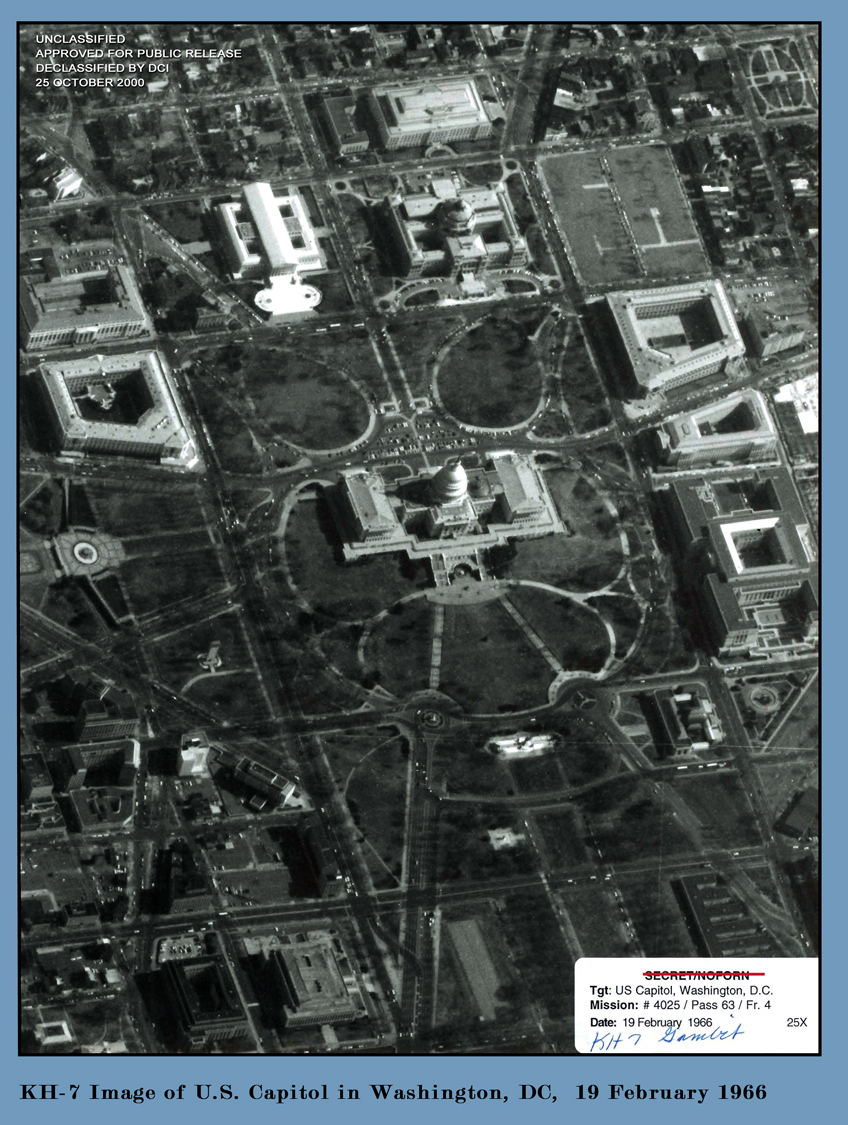
Kapitol, siedziba Kongresu Stanów Zjednoczonych, sfotografowany przez satelitę KH-7 25, 19 lutego 1966

## Budowa i działanie
Szczegóły budowy satelitów nie są dokładnie znane, gdyż pozostają one utajnione przez rząd Stanów Zjednoczonych. Materiał wywiadowczy zebrany przez statki serii KH-7 został odtajniony pod koniec 2002 roku, w ramach programu Historical Imagery Declassification. Tajne pozostało około 100 fotografii terytorium Izraela.
Masa satelitów produkowanych przez General Electric wynosiła około 2000 kg. Przypuszcza się, że zdjęcia wykonywane przez KH-7 kamerami firmy Kodak miały rozdzielczość około 120 cm, polepszoną od roku 1966 do 45 cm.
Materiał filmowy (błona fotograficzna), podobnie jak w innych satelitach programu CORONA, zbierany był do dwóch kapsuł, które wracały na Ziemię średnio po siedmiu dniach. Kapsuły były przechwytywane w locie przez samoloty.
Satelity krążyły po orbitach okołobiegunowych, o nachyleniu około 98°, perygeum na wysokości około 160 km i apogeum na wysokości około 300 km.

## Satelity KH-7
Chronologiczny (według daty startu) spis satelitów KH-7:
1. KH-7 01, 12 lipca 1963
2. KH-7 02, 6 września 1963
3. KH-7 03, 25 października 1963
4. KH-7 04, 18 grudnia 1963
5. KH-7 05, 25 lutego 1964
6. KH-7 06, 11 marca 1964
7. KH-7 07, 23 kwietnia 1964
8. KH-7 08, 18 maja 1964
9. KH-7 09, 6 lipca 1964
10. KH-7 10, 14 sierpnia 1964
11. KH-7 11, 23 września 1964
12. KH-7 12, 8 października 1964 – inne oznaczenia: OPS 4036, AFP-206 SV 961, 1964-F11, F00310 – nie osiągnął orbity z powodu usterki rakiety nośnej Atlas SLV-3 Agena D
13. KH-7 13, 23 października 1964
14. KH-7 14, 4 grudnia 1964
15. KH-7 15, 23 stycznia 1965
16. KH-7 16, 12 marca 1965
17. KH-7 17, 28 kwietnia 1965
18. KH-7 18, 27 maja 1965
19. KH-7 19, 25 czerwca 1965
20. KH-7 20, 12 lipca 1965 – inne oznaczenia: OPS 5810, GAMBIT SV 970, 1965-F07, F650712A – nie osiągnął orbity z powodu usterki rakiety nośnej Atlas SLV-3 Agena D
21. KH-7 21, 3 sierpnia 1965
22. KH-7 22, 30 września 1965
23. KH-7 23, 8 listopada 1965
24. KH-7 24, 19 stycznia 1966
25. KH-7 25, 15 lutego 1966
26. KH-7 26, 18 marca 1966
27. KH-7 27, 19 kwietnia 1966
28. KH-7 28, 14 maja 1966
29. KH-7 29, 3 czerwca 1966
30. KH-7 30, 12 lipca 1966
31. KH-7 31, 16 sierpnia 1966
32. KH-7 32, 16 września 1966
33. KH-7 33, 12 października 1966
34. KH-7 34, 2 listopada 1966
35. KH-7 35, 5 grudnia 1966
36. KH-7 36, 2 lutego 1967
37. KH-7 37, 22 maja 1967
38. KH-7 38, 4 czerwca 1967